# María Refugio Castillón Coronado
María Refugio Castillón Coronado (Guadalajara, Jalisco, 24 de marzo de 1929-14 de septiembre de 2015) fue una política mexicana, miembro del Partido Revolucionario Institucional (PRI). Fue diputada federal para el periodo de 1976 a 1979.

## Biografía
Fue miembro de la Liga de Pequeños Industriales de Guadalajara en 1947 y secretaria general de la Unión de Trabajadores No Asalariados de Jalisco. Fue dos veces regidora del ayuntamiento de Guadalajara: de 1956 a 1958 en el presidido por Juan Gil Preciado y de 1971 a 1973 bajo Guillermo Cosío Vidaurri.
En 1976 fue elegida diputada federal por el Distrito 7 de Jalisco a la L Legislatura que concluyó en 1979. En esta legislatura fue integrante de las comisiones de Acción Social; de Desarrollo Agrario; 3.º de Desarrollo Educativo; de Desarrollo de Recursos Naturales y Energéticos; de Desarrollo Forestal y de la Fauna; y de la sección Maternal e Infantil de la comisión de Seguridad Social y Bienestar Público.
Falleció el 14 de septiembre de 2015.